# Bão Oquira (2020)
Bão Oquira năm 2020, là một trong những cơn bão xoáy hiếm gặp ở Nam Đại Tây Dương. Đây là cơn bão cuối cùng của năm 2020.

## Lịch sử khí tượng
Theo Trung tâm Thủy văn Brazil, vào cuối ngày 27 tháng 12 năm 2020, một áp thấp nhiệt đới đã hình thành ngoài khơi bờ biển phía đông Rio Grande do Sul. Di chuyển về phía tây nam, áp suất trung tâm của hệ thống giảm xuống 1,010 milibar (30 inHg) vào 00:00 UTC vào ngày 28 tháng 12. Cuối ngày hôm đó, gió của hệ thống mạnh lên và nó được đặt tên là Oquira bởi Trung tâm Thủy văn Brazil. Vào ngày 29 tháng 12, Oquira tiếp tục mạnh lên, sâu hơn trong khi đi xa hơn về phía tây nam khỏi đất liền Brazil, và đạt áp suất 1.002 milibar (29,6 inHg). Sau đó, gió của Oquira giảm và bão suy yếu thành áp thấp nhiệt đới vào ngày 30 tháng 12, nhưng áp suất của cơn bão tiếp tục giảm, chạm đáy ở áp suất trung tâm tối thiểu là 998 hPa (29,47 inHg). Vào ngày 31 tháng 12, Oquira chuyển đổi thành một xoáy thuận ngoại nhiệt đới và Trung tâm Thủy văn Brazil đã đưa ra lời cảnh báo cuối cùng của họ về cơn bão.

## Ảnh hưởng
Bão đã gây ra những đợt sóng to, gió mạnh ở vùng ven biển phía đông của Brazil. Hoàn lưu của bão cũng gây ảnh hưởng đến Argentina và Uruguay, gây ra tuyết rơi ở một số vùng trong hai nước này.

## Kỉ lục
Đây là cơn bão thứ ba tại mùa bão tại Nam Đại Tây Dương trong năm 2020 được đặt tên (Kurumí, Mani, Oquira), và thêm hai cơn bão không chính thức là SL0220 và Brazil-bomb, vậy đây là cơn bão thứ năm trong mùa. Và cũng là năm mà mùa bão tại Nam Đại Tây Dương với số xoáy thuận nhiệt đới nhiều chưa từng thấy từ trước đến nay. Vì cơn bão này hình thành vào tháng 12 (mùa hè ở Brazil), Oquira là một dạng cực kỳ hiếm và có thể liên quan đến hiện tượng La Niña và sự nóng lên toàn cầu. Đây là những gì chưa từng có tiền lệ tại mùa bão này.